# Koszelewki
Koszelewki – osada w Polsce położona w województwie warmińsko-mazurskim, w powiecie działdowskim, w gminie Rybno.
W latach 1975–1998 miejscowość administracyjnie należała do województwa ciechanowskiego.
W części miejscowości działało Państwowe Gospodarstwo Rolne Koszelewki.